# Referenzzustand
Ein Referenzzustand ist in der Chemie und Thermodynamik ein Zustand, welcher durch festgelegte Eigenschaften definiert wird. Neben konkreten Eigenschaften, wie beispielsweise dem Druck, kann der Referenzzustand dabei willkürlich definierte Eigenschaften aufweisen.
Beispiele für Referenzzustände sind die Normzustände und die Standardzustände (siehe Standardbedingungen). Da die Referenzzustände willkürlich gewählt werden können, werden für unterschiedliche Systeme und Anwendungen jeweils geschickte Referenzzustände gewählt. Beim Arbeiten mit tabellierten Werten, die sich auf einen Referenzzustand beziehen, ist es wichtig diesen Referenzzustand zu kennen.

## Standardzustand
Der Standardzustand ist ein Zustand, welcher häufig als (willkürlicher) Referenzzustand benutzt wird. 
Für einen gelösten Stoff wird häufig der fiktive Zustand bei der Standardkonzentration 1 mol/l unter Standardbedingungen und unter der fiktiven Bedingung unendlicher Verdünnung als Standardzustand verwendet. In diesem Zustand unendlicher Verdünnung wechselwirken die gelösten Teilchen (fiktiv) nicht miteinander, jedoch wechselwirken die gelösten Teilchen mit dem Lösungsmittel. Fiktiv ist, dass die gelösten Teilchen nicht miteinander wechselwirken und dennoch bei der Standardkonzentration 1 mol/l vorliegen (bei der die gelösten Teilchen eigentlich recht starke Wechselwirkungen zeigen würden).